# Central hidroeléctrica de Sisimiut
La central hidroeléctrica de Sisimiut es una construcción cercana a Sisimiut, Groenlandia. La construcción comenzó en marzo de 2007 y fue inaugurada el 7 de abril de 2010. La potencia inicial de la central hidroeléctrica será de 15 MW. La electricidad será transportada a Sisimiut por una nueva línea de alta tensión de 27,4 km de longitud.